# Węgiel kamienny

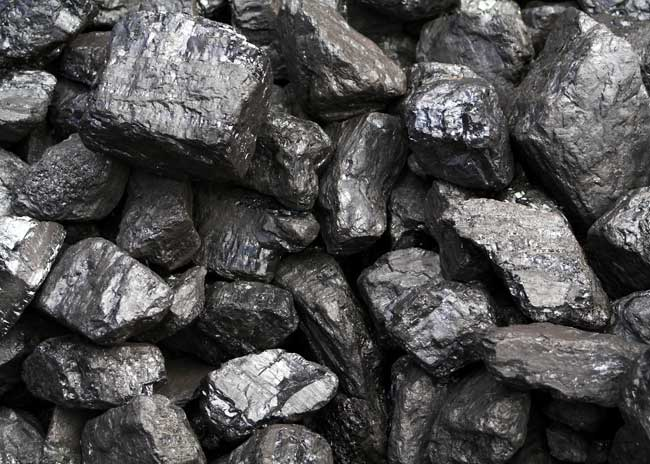
Węgiel kamienny

Uproszczony schemat fragmentu struktury chemicznej węgla kamiennego

Węgiel kamienny – skała osadowa pochodzenia roślinnego, zawierająca 75−97% pierwiastka węgla, powstała głównie w karbonie (era paleozoiczna) ze szczątków roślinnych, które bez dostępu tlenu uległy uwęgleniu. Ma czarną barwę, matowy połysk, czarną rysę.
Węgiel kamienny stosowany jest powszechnie jako paliwo, choć jego udział w produkcji energii spada i prawdopodobnie będzie nadal spadał. Jego wartość opałowa waha się od 16,7 do 29,3 MJ/kg i silnie zależy od jego składu – zawartości popiołu, siarki, wilgotności (wartość opałowa czystego chemicznie węgla wynosi ok. 33,2 MJ/kg). Węgiel kamienny jest nieodnawialnym źródłem energii.

## Typy węgla kamiennego
Według Polskiej Normy węgiel kamienny został podzielony na typy zgodnie z naturalnymi cechami, charakteryzującymi jego przydatność technologiczną, określoną następującymi wskaźnikami:
- zawartość części lotnych w węglu (V) w przeliczeniu na substancję bezpopiołową i suchą,
- zdolność spiekania (spiekalność węgla)
- dylatacja
- ciepło spalania węgla w przeliczeniu na substancję bezpopiołową i suchą

| Typ węgla               | Wyróżnik | Zawartość części lotnych V % | Charakterystyka                                                                                           | Główne zastosowanie                                                                                                   |
| ----------------------- | -------- | ---------------------------- | --- | --- |
| węgiel płomienny        | 31       | powyżej 28                   | duża zawartość części lotnych, brak lub słaba zdolność spiekania, długi, silnie świecący płomień          | piece przemysłowe i domowe, generatory                                                                                |
| węgiel gazowo-płomienny | 32       | powyżej 28                   | duża zawartość części lotnych, średnia zdolność spiekania                                                 | piece przemysłowe i domowe, wytlewanie, uwodornianie                                                                  |
| węgiel gazowy           | 33       | powyżej 28                   | duża wydajność gazu i smoły, znaczna spiekalność                                                          | gazownictwo, koksownictwo, wytlewanie                                                                                 |
| Węgiel gazowo-koksowy   | 34       | powyżej 28                   | duża wydajność gazu i smoły, dobra spiekalność, średnie ciśnienie rozprężania                             | gazownictwo, koksownictwo                                                                                             |
| węgiel orto-koksowy     | 35       | od 20 do 31                  | typowy węgiel koksowy, średnia zawartość części lotnych, dobra spiekalność, wysokie ciśnienie rozprężania | produkcja koksu metalurgicznego                                                                                       |
| węgiel meta-koksowy     | 36       | od 14 do 28                  | dobra spiekalność, duże ciśnienie rozprężania                                                             | produkcja koksu odlewniczego                                                                                          |
| węgiel semi-koksowy     | 37       | od 14 do 28                  | mała zawartość części lotnych, słaba spiekalność, średnie ciśnienie rozprężania                           | w koksownictwie jako dodatek schudzający wsad węglowy                                                                 |
| węgiel chudy            | 38       | od 14 do 28                  | mała zawartość części lotnych, brak lub słaba spiekalność, krótki płomień                                 | piece przemysłowe i domowe, generatory                                                                                |
| węgiel antracytowy      | 41       | od 10 do 14                  | mała zawartość części lotnych, brak zdolności spiekania                                                   | węgiel na mieszanki do produkcji koksu; węgiel energetyczny do palenisk specjalnych oraz produkcji paliwa bezdymowego |
| antracyt                | 42       | od 3 do 10                   | bardzo mała zawartość części lotnych, brak zdolności spiekania                                            | paliwo specjalne |
| Metaantracyt            | 43       | do 3                         | bardzo mała zawartość części lotnych, brak zdolności spiekania                                            | -------- |

## Sortymenty węgla kamiennego
Dla węgla kamiennego wszystkich typów i klas oraz celów przeznaczenia, rozróżnia się zależnie od wymiarów ziarn 11 sortymentów zasadniczych oraz 13 sortymentów połączonych.
| Grupa   | Nazwa      | Symbol | Wymiar ziarna mm |
| ------- | ---------- | ------ | ---------------- |
| Grube   | Kęsy       | Ks     | ponad 200        |
| Grube   | Kostka I   | Ko I   | 200-120          |
| Grube   | Kostka II  | Ko II  | 120-60           |
| Grube   | Orzech I   | O I    | 80-40            |
| Grube   | Orzech II  | O II   | 50-25            |
| Średnie | Groszek I  | Gk I   | 30-16            |
| Średnie | Groszek II | Gk II  | 20-8             |
| Średnie | Grysik     | Gs     | 10-5             |
| Miałowe | Miał       | M      | 6-0              |
| Inne    | Pył        | P      | 1-0              |
| Inne    | Muł        | Mu     | 1-0              |

| Grupa   | Nazwa         | Symbol | Wymiar ziarna mm |
| ------- | ------------- | ------ | ---------------- |
| Grube   | Gruby I       | Gr     | ponad 60         |
| Grube   | Kostka        | Ko     | 200-60           |
| Grube   | Gruby II      | Gr II  | ponad 40         |
| Grube   | Orzech        | O      | 80-25            |
| Grube   | Orzech średni | Ośr    | 80-16            |
| Średnie | Orzech drobny | Odr    | 50-16            |
| Średnie | Groszek       | Gk     | 30-8             |
| Drobne  | Drobny I      | Dr I   | 80-0             |
| Drobne  | Drobny II     | Dr II  | 50-0             |
| Drobne  | Drobny III    | Dr III | 30-0             |
| Miałowe | Miał I        | M I    | 20-0             |
| Miałowe | Miał II       | M II   | 10-0             |
| Inne    | Niesort       | Ns     | 120-0            |

## Wydobycie węgla kamiennego w Polsce

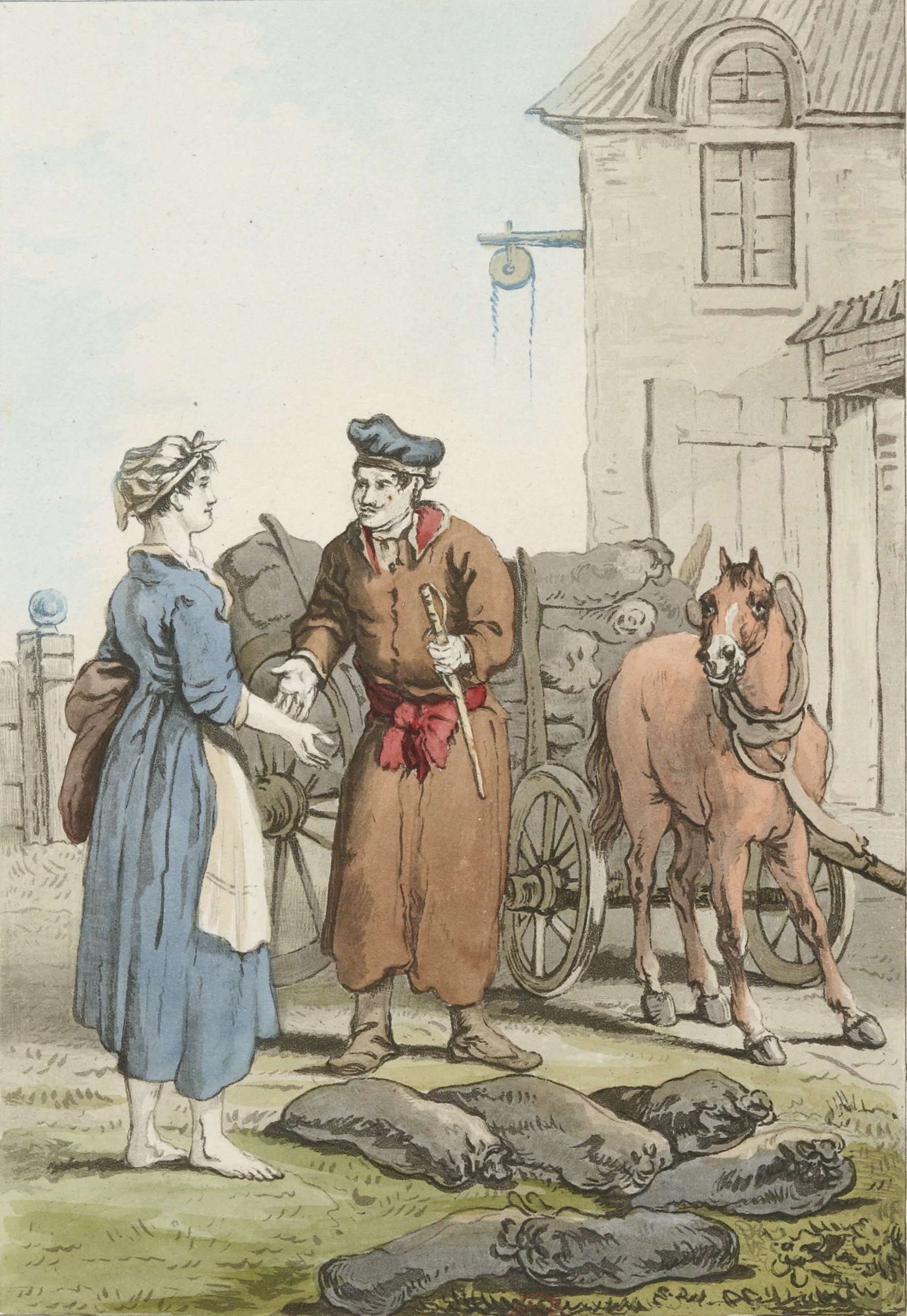
„Węglarz” przedstawiony na XVIII-wiecznym rysunku Jana Norblina

Polska jest największym producentem węgla kamiennego w Unii Europejskiej. Węgiel kamienny wydobywano na Górnym Śląsku co najmniej od połowy XVII w. Działała wówczas kopalnia odkrywkowa w Murckach, co potwierdzają dokumenty z roku 1657. Wydobycie podziemne w tej kopalni rozpoczęto w roku 1755. Obecnie funkcjonuje ona jako Kopalnia Węgla Kamiennego Murcki-Staszic w Katowicach. W roku 1767 w Małopolsce powstała kopalnia węgla kamiennego w Szczakowej (obecnie dzielnica Jaworzna).

Złoża węgla kamiennego w Polsce

Węgiel jest w Polsce surowcem strategicznym, gdyż zaspokaja 60% zapotrzebowania energetycznego kraju (2008).
Polskie zasoby tej skały należą do jednych z największych w Europie. Większość z nich zlokalizowana jest w woj. lubelskim i na Górnym Śląsku. Zasoby lubelskie są większe, leżą na mniejszej głębokości i są wysokiej jakości, choć są słabiej udokumentowane. Złoża ciągną się od Łukowa i Radzynia Podlaskiego do Hrubieszowa i łączą z Lwowsko-Wołyńskim Zagłębiem Węglowym na Ukrainie. Przez wiele lat Polska zajmowała miejsca w pierwszej piątce państw o największym wydobyciu węgla kamiennego. Najwięcej węgla kamiennego wydobyto w 1979 roku (blisko 180 mln ton). Od tego czasu tendencja wydobycia jest spadkowa. W roku 1989 w 70 kopalniach wydobywano 177,4 mln ton węgla kamiennego i zatrudniano 415,7 tys. pracowników. W 2001 roku w 38 kopalniach wydobyto 100,4 mln ton węgla przy zatrudnieniu 136,4 tys. osób, a od 2002 roku wydobywa się poniżej 100 mln ton.
Według danych z 2007 roku, Polska spadła na 9. miejsce, dostarczając ogólnie 1,60% światowego wydobycia tej kopaliny. W roku 2007 w Polsce wydobyto 88 mln ton tego surowca energetycznego. W 2013 roku wydobycie spadło do 76,5 mln ton. Obecnie Polska jest importerem netto węgla (tzn. więcej węgla importuje niż eksportuje), i to mimo wzrostu eksportu w 2013 roku o 3,2 mln ton (z 7,4 mln t do 10,6 mln t). W 2013 roku polskie górnictwo węgla kamiennego zaliczyło spadek przychodów w stosunku do roku 2012 o 6,9%, co wynikało ze znaczącego spadku cen węgla - średnio o 13,6%, a w przypadku węgla koksującego aż o 23,6%. Na każdej sprzedanej tonie surowca kopalnie traciły średnio 6,41 zł, z kolei jeszcze rok wcześniej zysk ze sprzedaży tony węgla przekraczał 30 zł. W 2013 roku w górnictwie węgla kamiennego zatrudnionych było 106,7 tysiąca osób (w porównaniu z 113,2 tysiąca zatrudnionych rok wcześniej).
Przyczyny zmniejszania wydobycia:
- zamykanie nierentownych kopalń (Dolny Śląsk – Wałbrzych, Nowa Ruda, Górny Śląsk (Kopalnia Węgla Kamiennego 1 Maja), Małopolska (KWK „Siersza”)
- stosowanie technologii energooszczędnych i surowcooszczędnych oraz przechodzenie na inne źródła energii – m.in. rosnąca konkurencja źródeł energii odnawialnej[8]
- względy zdrowotne i ekologiczne (redukcja emisji zanieczyszczeń[9] m.in. dwutlenku siarki, tlenków azotu, pyłu, dwutlenku węgla), więcej: wpływ elektrowni węglowych na zdrowie i środowisko
- wyczerpywanie dotychczasowych złóż i brak szerokiego wykorzystania złóż w woj. lubelskim lub śląskim (Kopalnia Węgla Kamiennego Anna)

Miejsca wydobycia:
- Województwo małopolskie: Libiąż – KWK „Janina”, Brzeszcze – KWK „Brzeszcze”, Tenczynek
- Województwo śląskie: Górnośląski Okręg Przemysłowy, Rybnicki Okręg Węglowy i Zagłębie Dąbrowskie.
- Zagłębie lubelskie (KWK Bogdanka, woj. lubelskie)

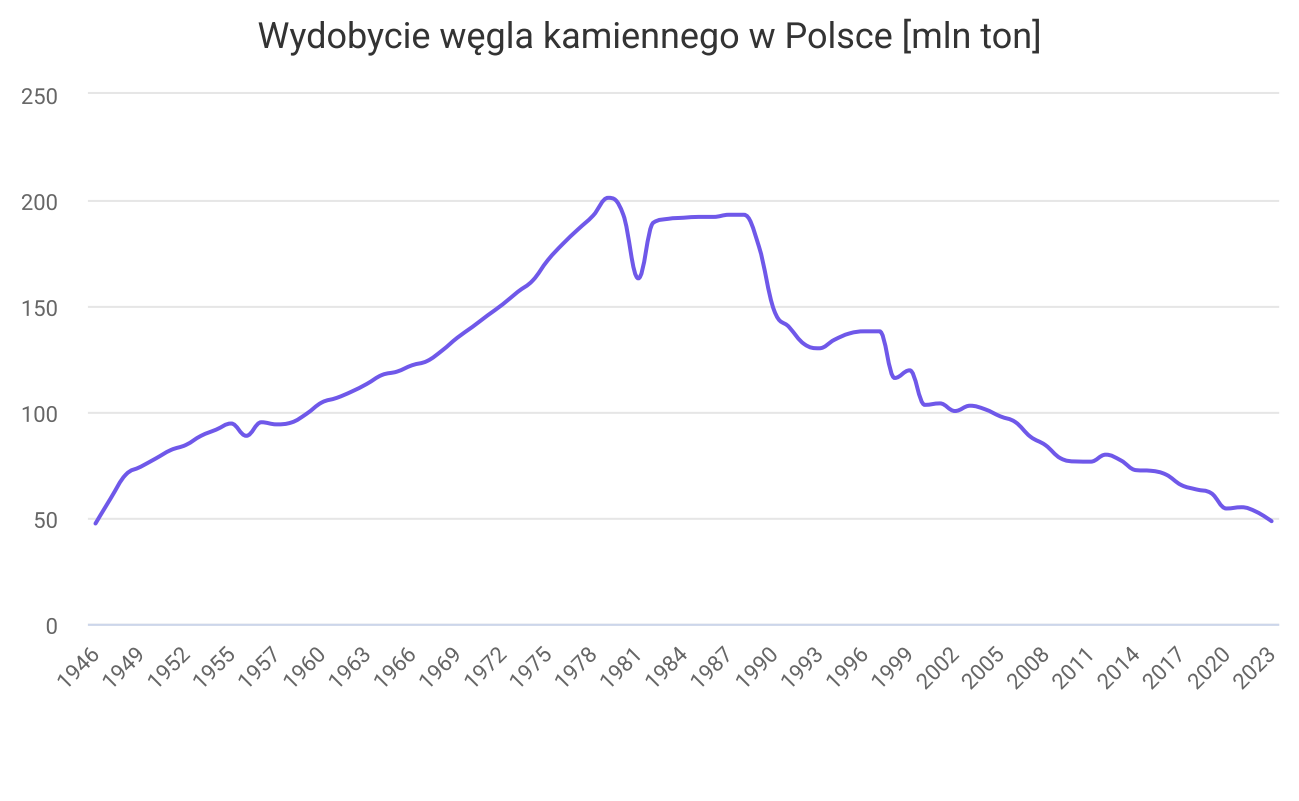

| rok  | wydobycie w Polsce w milionach ton |
| ---- | ---------------------------------- |
| 1946 | 47,3                               |
| 1947 | 59,1                               |
| 1948 | 70,3                               |
| 1949 | 74,1                               |
| 1950 | 78                                 |
| 1951 | 82                                 |
| 1952 | 84,4                               |
| 1953 | 88,7                               |
| 1954 | 91,6                               |
| 1955 | 94,5                               |
| 1956 | 95,1                               |
| 1957 | 94,1                               |
| 1958 | 95                                 |
| 1959 | 99,1                               |
| 1960 | 104,4                              |
| 1961 | 106,6                              |
| 1962 | 109,6                              |
| 1963 | 113,2                              |
| 1964 | 117,4                              |
| 1965 | 119                                |
| 1966 | 122                                |
| 1967 | 124                                |
| 1968 | 129                                |
| 1969 | 135                                |
| 1970 | 140,1                              |
| 1971 | 145,5                              |
| 1972 | 150,7                              |
| 1973 | 156,6                              |
| 1974 | 162                                |
| 1975 | 171,6                              |
| 1976 | 179,3                              |
| 1977 | 186,1                              |
| 1978 | 192,6                              |
| 1979 | 201                                |
| 1980 | 193,1                              |
| 1981 | 163                                |
| 1982 | 189,3                              |
| 1983 | 191,1                              |
| 1984 | 191,6                              |
| 1985 | 192                                |
| 1986 | 192                                |
| 1987 | 193                                |
| 1988 | 193                                |
| 1989 | 178                                |
| 1990 | 148                                |
| 1991 | 140                                |
| 1992 | 132                                |
| 1993 | 130                                |
| 1994 | 134                                |
| 1995 | 137                                |
| 1996 | 138                                |
| 1997 | 138                                |
| 1998 | 116                                |
| 1999 | 111,9                              |
| 2000 | 103,3                              |
| 2001 | 104                                |
| 2002 | 100,4                              |
| 2003 | 102,9                              |
| 2004 | 101,2                              |
| 2005 | 97,9                               |
| 2006 | 95,2                               |
| 2007 | 88,3                               |
| 2008 | 84,3                               |
| 2009 | 78,1                               |
| 2010 | 76,6                               |
| 2011 | 76,5                               |
| 2012 | 79,8                               |
| 2013 | 77,1                               |
| 2014 | 72,5                               |
| 2015 | 72,2                               |
| 2016 | 70,4                               |
| 2017 | 65,5                               |
| 2018 | 63,4                               |
| 2019 | 61,6                               |
| 2020 | 54,4                               |
| 2021 | 55                                 |
| 2022 | 52,8                               |
| 2023 | 48,4                               |

## Wydobycie węgla kamiennego na świecie
Największe złoża węgla kamiennego znajdują się we wschodnich i południowych Chinach (Datong i Fushun), w USA (apallaski i Przyjeziorny Okręg Przemysłowy), a także w Indiach (Damodar), RPA (Witwatersrand) oraz w Australii (Newcastle) i na Ukrainie (Donbas - doniecki okręg przemysłowy).
W 2007 r. światowe wydobycie węgla kamiennego przekroczyło 5,52 mld ton, z czego najwięcej wydobyły Chiny (2479,2 mln ton), USA (967,9 mln ton), Indie (451,6 mln ton), Australia (323,0 mln ton), RPA (243,6 mln ton), Rosja (ok. 241 mln ton), Indonezja (ok. 231 mln ton), Kazachstan (ok. 90 mln ton), Polska (ok. 88 mln ton), Kolumbia (ok. 78 mln ton), Ukraina (75 mln ton), Kanada (ok. 59 mln ton) i Wietnam (ok. 45 mln ton).
W 2013 r. światowe wydobycie węgla kamiennego ustabilizowało się na poziomie 7,2 mld ton.

## Metody wydobycia
Na świecie węgiel kamienny wydobywa się dwiema metodami:
- metodą odkrywkową
- metodą głębinową

### Metoda odkrywkowa

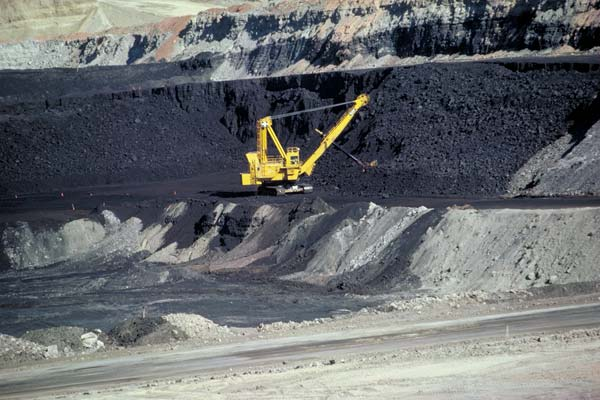
Odkrywkowa kopalnia węgla kamiennego w Wyoming (USA)

Wydobywa się nią głównie węgiel w USA i Australii. Jej zaletą jest bardzo niski koszt wydobycia: 5-6 euro za tonę (kopalnie głębinowe nawet 170 euro za tonę). Wadą jest wielka degradacja środowiska. Kopalnie odkrywkowe mogą wydobywać węgiel zlokalizowany stosunkowo płytko. Zdarzają się, co prawda, zakłady – np. w USA – które wydobywają węgiel z głębokości nawet 300 metrów, tyle że sięgnęły tak głęboko po wyczerpaniu płytszych złóż.

### Metoda głębinowa

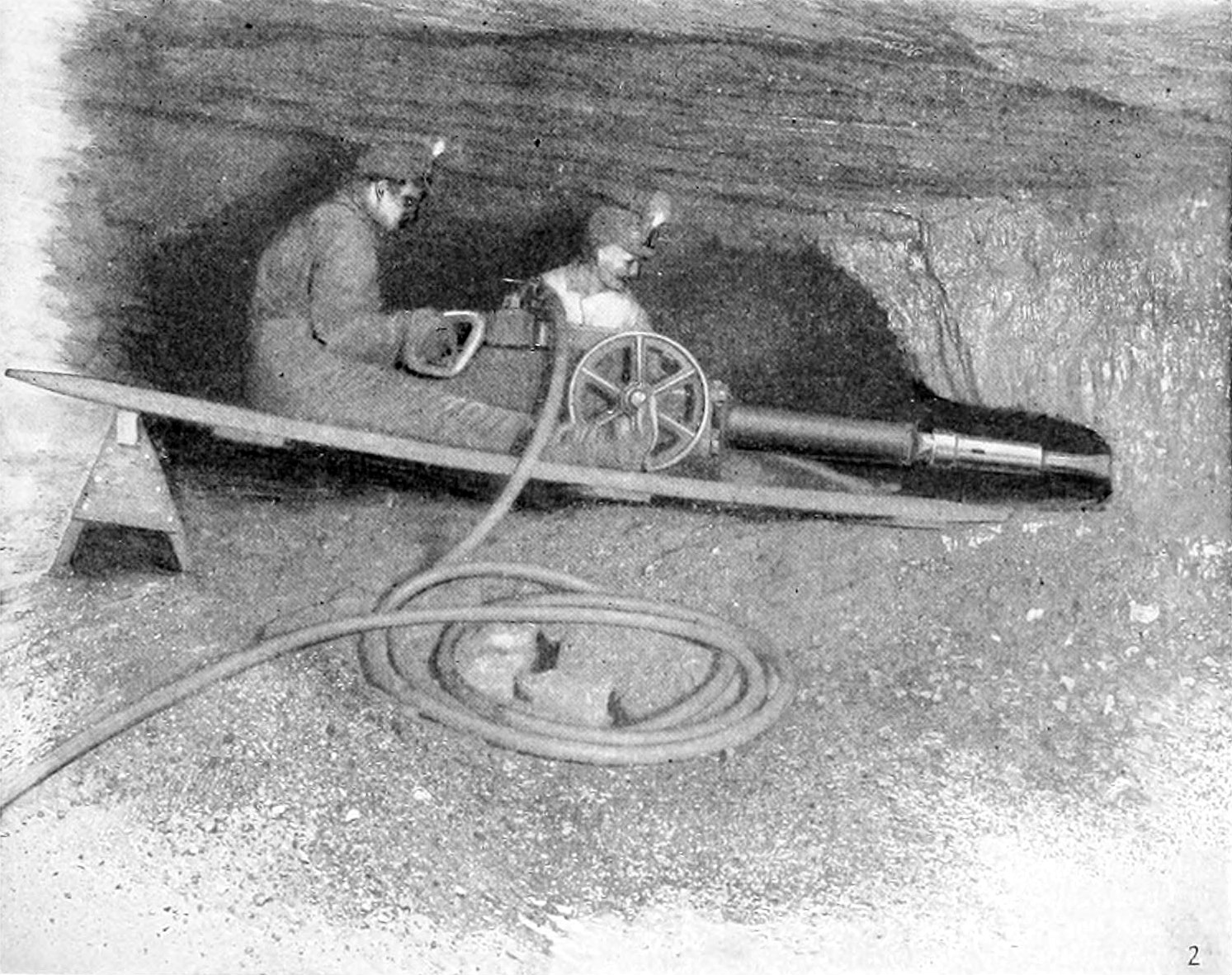
Urabianie węgla kamiennego na przodku w kopalni głębinowej (1905)

Pochodzi z niej około połowy światowej produkcji węgla. Zakłady tego typu dominują w Europie, Azji oraz Afryce. Zaletą takich zakładów jest to, że mogą wydobywać surowiec nawet w silnie zurbanizowanych regionach. Nie potrzebują bowiem zbyt wiele miejsca na powierzchni. Wydobycie w rejonach miejskich powoduje jednak rozliczne problemy, wśród nich najpoważniejszym są tzw. szkody górnicze. Między innymi konieczność zabezpieczania miast przed skutkami wydobycia powoduje stosowanie kosztowniejszych metod wydobywczych, co podraża produkcję. Czasem kopalnia zmuszona jest pozostawić część złoża na tzw. filar ochronny, by nie zniszczyć budynków na powierzchni.
Kopalnie głębinowe umożliwiają sięgnięcie do złóż leżących nawet ponad kilometr pod powierzchnią.

## Przetwarzanie węgla
Główne kierunki przemysłowego wykorzystania węgla kamiennego:
- zgazowanie;
- ekstrakcja;
- upłynnianie;
- odgazowanie.

Przy odgazowaniu 1000 kg węgla otrzymuje się:
- gaz koksowniczy 330 m³ (20%) o przeciętnym składzie: 50% H2, 34% CH4, 8% CO, 4% olefin, 4% N2, 1% CO2
- koks 650 kg (65%)
- smoła węglowa ok. 50 kg (5%)
- woda pogazowa (ok. 10%) (NH3 + H2SO4 → (NH4)2SO4) – zawierająca amoniak powstały z rozkładu związków azotowych. Wykorzystywana jest do produkcji soli amonowych stosowanych jako nawozy sztuczne.

## Historia wykorzystania węgla kamiennego
Węgiel kamienny wykorzystywany był do ogrzewania już w starożytnych Chinach, w rejonie Kaifeng (co najmniej II w. p.n.e.). W Europie, palne właściwości węgla kamiennego znane były od starożytności, nie miał on jednak większego znaczenia gospodarczego, częściowo wskutek obfitości drewna, częściowo ze względu na niskie potrzeby energetyczne społeczeństw. W jednym stanowisku archeologicznym w południowej Walii odnaleziono dowody stosowania węgla w celu kremacji zwłok w epoce brązu (być może w celach rytualnych). Dokładniejsze informacje o węglu kamiennym pochodzą od starożytnych Rzymian, którzy zetknęli się z nim po podboju Brytanii w 43 r. n.e. Węgiel był uznawany za „najlepszy kamień Brytanii” i używano go w celach zdobniczych (nie rozróżniając przy tym węgla kamiennego i gagatu). Węgiel używany był ponadto w celach opałowych (m.in. przez żołnierzy w fortach) czy jako paliwo „wiecznego ognia” przed ołtarzem Minerwy w świątyni w Bath. Po opuszczeniu Brytanii przez Rzymian (V w. n.e.) zaprzestano szerszego stosowania węgla w celach opałowych, sporadycznie stosując dym z niego do odstraszania węży (co poświadcza Beda Czcigodny).
Do węgla jako paliwa powrócono w Anglii w XII w. Najbardziej znaczącymi obszarami jego wydobycia były Newcastle i obszar rzeki Tyne. Dzięki dogodnym połączeniom wodnym (szczególnie z Londynem) węgiel był szeroko stosowany w całym kraju. Wokół praw do wydobywania węgla toczyły się lokalne konflikty między kupcami a posiadającym większość ziemi Kościołem. Znaczenie gospodarcze węgla kamiennego nadal było jednak marginalne. Za panowania króla Edwarda I (1272-1307) węgiel był już stosowany powszechnie w wielu kuźniach, browarach i domach, powodując lokalnie uciążliwe zanieczyszczenie powietrza. Spotkało się to z oporem, którego skutkiem był królewski zakaz używania węgla. Zakaz ten był powszechnie łamany.
W pozostałych rejonach Europy zastosowanie węgla kamiennego nie było znane. Jako pierwszy informację o wykorzystaniu węgla przywiózł z Chin do Włoch Marco Polo (XIII w.), który obserwował chińskich chłopów używających go do podtrzymywania ognia, ogrzewania domów, gotowania i wykuwania metalowych narzędzi. Jego relacjom nie dano jednak wiary. Poza Anglią, węgiel znalazł zastosowanie dopiero w epoce nowożytnej wraz z początkami epoki przemysłowej.
Pod koniec XVI w. w Anglii narastał kryzys energetyczny spowodowany brakiem drewna i początkiem małej epoki lodowej. Aby go rozwiązać, po raz pierwszy w historii sięgnięto masowo po węgiel kamienny. Anglia była też pierwszym w historii społeczeństwem, którego struktura uległa zasadniczym zmianom wskutek używania tego paliwa. Znaczne zasoby łatwo dostępnego węgla umożliwiły Anglii dokonanie rewolucji przemysłowej w XVIII wieku.
W XVIII wieku odkryto duże złoża węgla kamiennego w Pensylwanii i Wirginii, ich wykorzystanie nastąpiło dopiero w następnym stuleciu. W drugiej połowie XVIII wieku nastąpiły gwałtowny rozwój sektora górnictwa węgla kamiennego i wzrost wydobycia, a gwałtowny rozwój przemysłu w XIX wieku zwiększał równocześnie zapotrzebowanie na węgiel kamienny, który stał się wówczas głównym źródłem energii. Wydobycie węgla kamiennego na świecie wzrosło wówczas rocznie z 15 mln ton w 1800, przez 132 mln ton w 1860 do 700 mln ton w 1900 roku.
Górnictwo węgla na terenach polskich miało swoje początki w XVI wieku (pierwsze próby w XII wieku), jednak jego rozwój miał miejsce w drugiej połowie XVIII wieku, kiedy węgiel zaczęto stosować w hutnictwie. W latach 1820. i 1830. ośrodkiem polskiego górnictwa węgla kamiennego były okolice Zagłębia Staropolskiego, a w drugiej połowie XIX wieku nastąpił szybki rozwój górnictwa na Wyżynie Śląskiej.

## Wpływ na zdrowie i środowisko
Spalanie węgla kamiennego powoduje emisję m.in.: dwutlenku siarki (SO2), tlenków azotu (NOx), tlenku węgla (CO), pyłów, metali ciężkich (kadm, ołów, rtęć). Spalanie paliw kopalnych powoduje także zmiany klimatu (potwierdzone przez minimum 99,9% badaczy).